# Dépôt des Batignolles
 (septembre 2021).
Si vous disposez d'ouvrages ou d'articles de référence ou si vous connaissez des sites web de qualité traitant du thème abordé ici, merci de compléter l'article en donnant les références utiles à sa vérifiabilité et en les liant à la section « Notes et références ».
Le dépôt des Batignolles est un ancien dépôt de locomotives à vapeur situé à Paris, ouvert en 1837 et supprimé à la fin des années 1960.

## Emplacement
Le dépôt était situé au sud-ouest des voies principales de la ligne de Paris-Saint-Lazare au Havre de la gare de Pont-Cardinet jusqu'à la limite de la commune de Clichy, de part et d’autre du boulevard Berthier, le long de la rue de Saussure et de l’avenue de la Porte-d'Asnières.

## Histoire
La création du dépôt date de l’ouverture de la ligne de Paris au Pecq, première ligne au départ de Paris, en août 1837. C’est le plus ancien dépôt ferroviaire parisien, qui abritait à l’origine 12 locomotives. Une rotonde pour 16 locomotives est construite au cours de la période suivante avec un chariot transbordeur de 12 mètres. Le dépôt se développe avec l’ouverture des lignes de Paris-Saint-Lazare à Versailles-Rive-Droite en août 1839, de Paris à Rouen en mai 1843 et d’Auteuil en 1854. Il y est rattaché 50 locomotives en 1842 et 68 en 1857. Le dépôt s’étend en 1880 le long de la rue de Saussure, de la gare de Pont-Cardinet au boulevard Berthier.
Le dépôt appartient à la Compagnie des chemins de fer de l'Ouest (première de 1851, deuxième après fusion de 1855) jusqu’en 1909, à l’administration des chemins de fer de l’État de 1909 à 1937, à la SNCF à partir de 1938.
En 1910, un nouveau dépôt est construit au nord du boulevard Berthier, en bordure de l'enceinte, relié à la partie ancienne du dépôt par une voie sur ce boulevard. Le démantèlement des fortifications en 1919 permet son extension jusqu’en limite de Clichy. En 1925, 255 locomotives sont rattachées au dépôt ; son effectif maximum décroît à 181 en 1935 et 126 en 1950. À cette date, le dépôt employait 825 agents. Une remise ancienne est démolie en 1960. Le dépôt perd son utilité à la fin de la traction à vapeur en 1966 avec l’électrification de la ligne Paris – Le Havre et sert dans un premier temps de remise de machines électriques. Les grands bâtiments sont détruits en 1975.

## Après le dépôt
Un premier ensemble d’immeubles est construit au début des années 1960 au sud du boulevard Berthier entre la voie ferrée et la rue de Saussure à l’emplacement d’une remise ancienne démolie en 1960.
La ZAC porte d’Asnières desservie par les rues Albert-Roussel, Stéphane-Grappelli et Marguerite-Long est aménagée à la fin des années 1990 sur la partie de l’ancien dépôt au nord du boulevard Berthier. La ZAC Saussure qui fait partie de la ZAC Clichy-Batignolles est le dernier aménagement urbain à la fin des années 2010 à l'extrémité sud du site de l’ancien dépôt, près de la gare du Pont-Cardinet autour de la rue Marie-Georges-Picquart. Des rames du réseau Transilien sont remisées sur plusieurs voies en bordure de l’ancien dépôt.

Évolution du dépôt et des ateliers des Batignolles
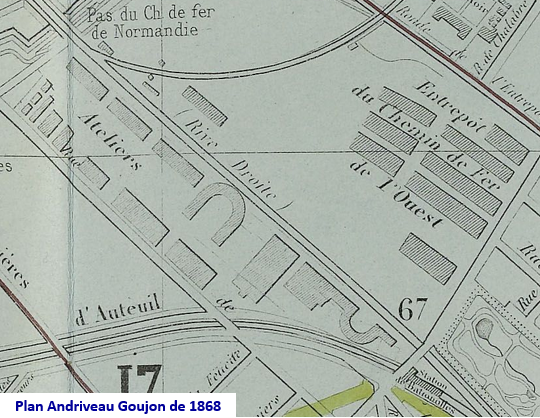
Gare des marchandises et dépôt en 1868.
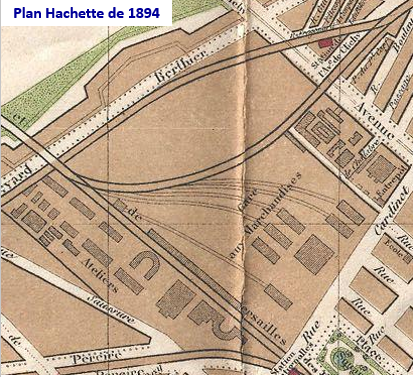
Dépôt des Batignolles en 1894.
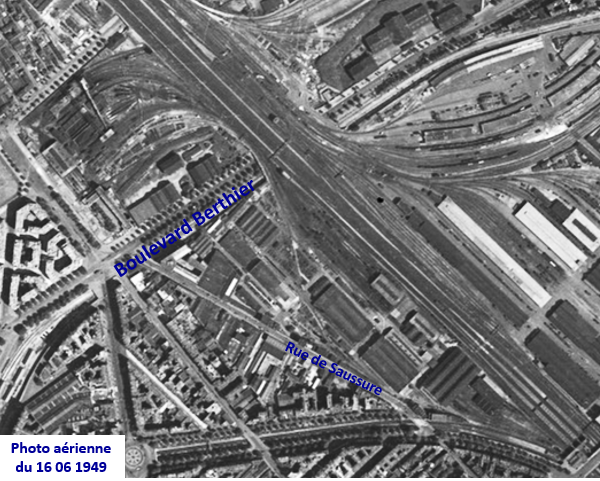
Dépôt lors de sa plus grande extension.
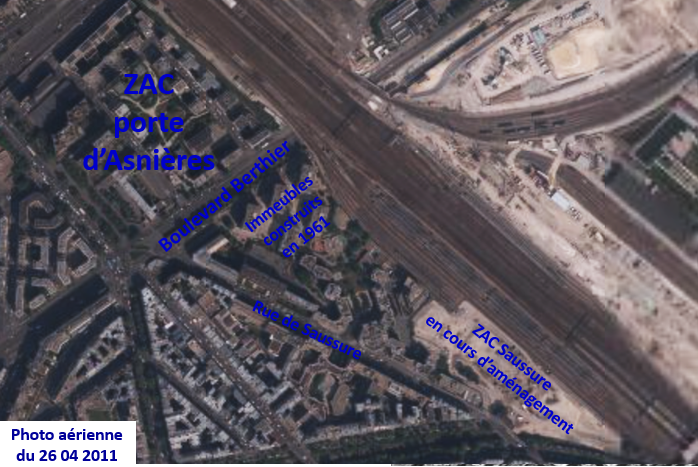
Site de l'ancien dépôt en 2011.